# Mimi Carstensen
Johanne Caroline Vilhelmine Carstensen (25. januar 1852 i Charlottenlund – 13. maj 1935) var en dansk filantrop, journalist og redaktør.

## Filantropi
Mimi Carstensen oprettede i 1906 Louiseforeningen, der ydede økonomisk bistand til enlige kvinder. I 1910 og frem til sin død var hun formand for foreningen. Hun tog senere initiativ til underafdelingen Prinsesse Margrethes Paaklædnings-Fond, som var en genbrugscentral for tøj og sko fra velhavende familier til Louiseforeningens ansøgere.

## Journalistik
Mimi Carstensen var autodidakt journalist, hvor hun fik sin journalistiske debut i 1887. Hun skrev for Dagens Nyheder og Nationaltidende og senere flere forskellige dameblade, herunder Damernes Blad (senere Hjemmet), for hvilket hun var redaktør fra 1892-1902.
I 1916 påbegyndte Louiseforeningen sit medlemsblad Louiseforeningens Blad, og Mimi var redaktør for dette indtil sin død i 1935.